# Klaus Dibiasi

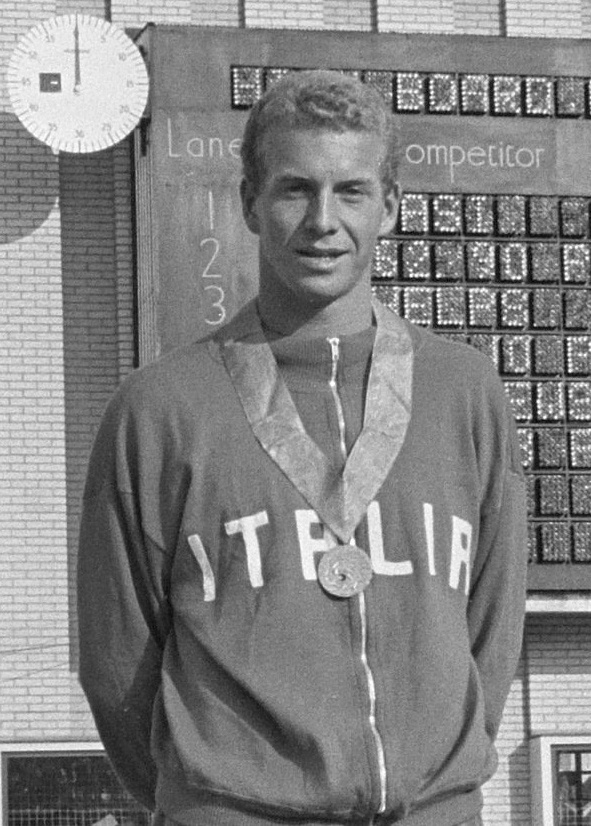
Klaus Dibiasi bei den Schwimmeuropameisterschaften 1966

Klaus Dibiasi (* 6. Oktober 1947 in Hall in Tirol, Österreich) ist ein ehemaliger italienischer Kunst- und Turmspringer.

## Biographie
Mit drei Jahren wurde er schon von seinem Vater Karl Dibiasi trainiert. Dieser, selbst ein guter Wasserspringer, nahm für die italienische Mannschaft an den Olympischen Spielen 1936 in Berlin teil und war mehrfach italienischer Meister; nach der Option war dieser Schwimmmeister im Freibad von Hall und österreichischer Meister im Turmspringen.
Später lebte Klaus Dibiasi in Bozen (Südtirol) und startete bei Wettkämpfen für Italien. Von 1958 bis 1968 wurde er von Horst Görlitz trainiert. Bei der Eröffnungsfeier für die Olympischen Spiele 1976 in Montreal war Klaus Dibiasi Fahnenträger der italienischen Mannschaft. Er ist bis heute der einzige italienische Olympiasieger im Wasserspringen. Neben Valentina Vezzali ist Klaus Dibiasi auch der einzige Sportler Italiens, der in derselben Einzeldisziplin dreimal Gold gewonnen hat; und bisher der einzige Turmspringer weltweit, der dreimal hintereinander Gold gewonnen hat. Als einer der erfolgreichsten Olympioniken Italiens wurde er somit bei den Olympischen Winterspielen 2006 in Turin als Fahnenträger bei der Abschlusszeremonie geehrt.
Zwischen 1977 und 1988 war Klaus Dibiasi italienischer Nationaltrainer der Turmspringer und Technischer Leiter der Sprungathleten.
Bis 1996 hat Dibiasi alle italienischen Olympiateams der Kunst- und Turmspringer trainiert. Im Jahr 1981 wurde er in die Ruhmeshalle des internationalen Schwimmsports aufgenommen.
Heute lebt Klaus Dibiasi mit seiner Familie in Rom und arbeitet als Trainer und Sportfunktionär.

## Sportliche Erfolge
Olympische Sommerspiele
- Tokio 1964 – Silber (Turm)
- Mexiko-Stadt 1968 – Gold (Turm) + Silber (3-m-Brett)
- München 1972 – Gold (Turm)
- Montreal 1976 – Gold (Turm)

Weltmeisterschaften
- Belgrad 1973: Weltmeister vom Turm und Zweiter vom 3-m-Brett
- Cali 1975: Weltmeister vom Turm und Zweiter vom 3-m-Brett

Mittelmeerspiele
- Neapel 1963: Erster Platz vom Turm
- Izmir 1971: Zweiter Platz vom 3-m-Brett
- Algier 1975: Erster Platz vom Turm und zweiter Platz vom 3-m-Brett

Europameisterschaften
- Utrecht 1966: Europameister (Turm)
- Barcelona 1970: Zweiter Platz (Turm und 3-m-Brett)
- Wien 1974: 2-facher Europameister (Turm und 3-m-Brett)

Außerdem ist Dibiasi 13-facher Italienmeister am Turm und 5-facher Italienmeister vom 3-m-Brett (1963 bis 1976), 11-facher Italienmeister in der Halle (zwischen 1966 und 1975), sowie 7-facher Europacupsieger (zwischen 1965 und 1975).